# Zlatá reneta
Zlatá reneta (La reineta d'or) és una pel·lícula txecoslovaca del 1965 dirigida per Otakar Vávra amb un guió coescrit per ell amb František Hrubín on fa una immersió impressionant en la psique humana sobre el fet que el passat no es pot restaurar.

## Sinopsi
Jan, un bibliotecari d'uns 50 anys torna al llogaret de la seva joventut. Intenta reviure records antics i està buscant al seu amor de joventut al poble pròxim. Ha de passar una nit a casa dels seus familiars, amb el que la seva visió idealista del món s'enfronta amb les preocupacions concretes i quotidianes d'aquests familiars i descobreix la inutilitat d'aquesta acció.

## Repartiment
- Karel Höger... El bibliotecari Jan
- Eva Límanová... 	Lenka
- Slávka Budínová... Marta Horáková,
- Ilja Prachar ... 	Toník Zuna
- Vera Tichánková ... 	Anka
- Blazena Holisová ... 	Karla Skálová
- Ema Skálová ... Milena
- Vladimíra Obrucová ... 	Bozka
- Ota Sklencka ... 	Redactor
- Jarmila Bechynová ... 	Moulisová
- Stepanka Cittová ... 	Trampka

## Premis
Va guanyar la Conquilla d'Or a la millor pel·lícula en el Festival Internacional de Cinema de Sant Sebastià 1965.